# کریتوس (خدای جنگ)
کریتوس (انگلیسی: Kratos) (یونانی باستان: Κράτος, به معنی: قدرت)، در سری نورس همچنین با نام؛ فاربائوتی (نورس باستان: Fárbauti, به معنی: مهاجم بی‌رحم) شخصیتی خیالی، و قهرمان اصلی در مجموعه خدای جنگ از استودیو سنتا مونیکا است که بر پایه اساطیر یونانی و بعدها اساطیر اسکاندیناوی ساخته شده‌است. کریتوس همچنین به نام «شبح اسپارتا» شناخته می‌شود و نخستین‌بار در سال ۲۰۰۵ در بازی ویدیویی خدای جنگ حضور یافت که منجر به ساخت هشت بازی دیگر با این شخصیت به عنوان قهرمان داستان شد. کریتوس همچنین به عنوان قهرمان اصلی داستان‌های کمیک در سال ۲۰۱۰ و ۲۰۱۸ و همچنین فرنچایز سه رمان که اتفاقات سه بازی را بازگو می‌کند، حضور یافته‌است. صداگذاری این شخصیت از سال ۲۰۰۵ تا ۲۰۱۳ بر عهدهٔ ترنس سی کارسون بوده است، و کریستوفر جاج این نقش را در دنبالهٔ بازی در سال ۲۰۱۸ و ۲۰۲۲ به عهده گرفت.
در طول دوران یونانی سری، کریتوس به عنوان یک جنگجوی اسپارتایی به تصویر کشیده می‌شود که پس از کشتن تصادفی خانواده‌اش به دلیل حیله‌ مربی سابقش خدای جنگ آرس، کریتوس به «شبح اسپارتا» معروف شد. او بعداً انتقام مرگ خانواده‌اش را می‌گیرد و پس از کشتن آرس به «خدای جنگ» جدید تبدیل می‌شود.
سرانجام مشخص می‌شود که کریتوس یک نیمه‌ خدا و پسر زئوس است که بعداً به او خیانت می‌کند. کریتوس در تلاش برای جلوگیری از فاجعه یا تغییر سرنوشت خود، چندین ماجراجویی را آغاز می‌کند. او معمولاً به عنوان فردی غافل از همه چیز به تصویر کشیده می‌شود و ماهیتی رواقی، تشنه به خون و مغرور دارد و اغلب درگیر فعالیت‌های مبهم اخلاقی و انجام اعمال خشونت آمیز شدید است. با این حال او اغلب خود را زیر سوال می‌برد، دچار حملات شدید گناه و نفرت از خود می‌شود، حتی چندین بار اقدام به خودکشی می‌کند، و عموماً به عنوان یک چهره تراژیک به تصویر کشیده می‌شود. انتقام موضوع اصلی دوران یونان است و قسمت‌های آن بر ریشه‌های کریتوس و روابط او با خانواده‌اش و خدایان المپ تمرکز دارد. در سری اسکاندیناوی این مجموعه، (خدای جنگ ۲۰۱۸) و (خدای جنگ رگناروک) کریتوس خودش را پیدا می‌کند و خشم خود را کنترل می‌کند و یاد می‌گیرد چگونه واقعاً پدر و مربی پسرش آترئوس باشد و به او کمک کند تا با خدایی خود کنار بیاید. آنها در طول سفر خود با هیولاها و خدایان قلمرو اسکاندیناوی مبارزه می‌کنند که با آنها دشمنی می‌کنند. که به ناچار به نبرد فاجعه بار راگناروک می‌انجامد.
فرنچایز خدای جنگ عنوانی شاخص برای برند پلی‌استیشن است و کریتوس یکی از محبوب‌ترین شخصیت‌های آن است. این شخصیت به خوبی مورد استقبال منتقدان قرار گرفته و تبدیل به نماد بازی‌های ویدیویی شده‌است، کریتوس یک شخصیت نسبتا تازه وارد در میان شخصیت‌های فرنچایزهای معتبرتر، مانند ماریو، لینک، سونیک خارپشت، لارا کرافت و کراش باندیکوت بود. این شخصیت اکنون با محصولات دیگر مرتبط است و در بازی‌های پلی‌استیشن خارج از سری خدای جنگ نقش‌آفرینی کرده‌است.